# دریای امید
دریای امید (انگلیسی: Sea of Hope; کره‌ای: 바라던 바다) یک برنامه تلویزیونی واقع‌نمای محصول کره جنوبی است که از ۲۹ ژوئین تا ۱۴ سپتامبر ۲۰۲۱ از جی‌تی‌بی‌سی پخش شد.